# Laurence Jalbert
Laurence Jalbert, pseudonimo di Lise Jalbert (Rivière-au-Renard, 18 agosto 1959), è una cantautrice canadese.
Autrice di undici album, dal 1990 al 2011, ha iniziato a esibirsi ben prima di questo periodo, cantando in diversi gruppi nei piano bar. Ha vinto numerosi premi, tra cui tre Félix . Tra i suoi brani di maggior successo possiamo annoverare, Encore et encore - Ancora e ancora, Tomber - Autunno, Rage - Rabbia , Pour toi e Bella - Per te Bella.

## Biografia
Secondogenita di una famiglia di tre figli, trascorse tutta la sua infanzia e parte della sua adolescenza nel borgo di Rivière-au-Renard, un piccolo paese della Gaspésie. A 16 anni inizia a suonare l'organo nei piano bar, passando gradualmente alla ribalta. Accompagnata da diversi gruppi, viaggerà attraverso il Québec per alcuni anni, fino al 1985, quando inizia a scrivere per il gruppo musicale dei Volt. Vincitrice del concorso Empire of Future Stars nel 1987, Laurence e il suo gruppo registrarono un solo un 45 giri, Nobody Knows - Nessuno lo sa, prima di sciogliersi nel 1988.
Nel 1990, dopo aver girato il Quebec per più di dieci anni, produsse il suo primo album da solista, incoraggiata dalla fiducia riposta in lei da Michel Bélanger all'epoca presidente dell'Audiogram. Questo album, del quale firma tutti i testi, ottenne un enorme successo, soprattutto grazie ai titoli “ Tomber - Autunno ”, “ Rage - Rabbia ”, “Au nom de la raison - Nel nome della ragione” ed “ En courant - Mentre corro ”. I suoi testi sono saturi d'amore, odio, e violenza, ecc.
Nel momento in cui le sue canzoni iniziano a venire trasmesse per radio, in Canada fallisce l'accordo del lago Meech e partecipa alla sua prima Fête Nationale, Festa Nazionale, esibendosi con il brano "Tomber - Autunno", davanti a un pubblico di ben 250 000 persone. Preoccupata per la situazione delle donne, denuncia le violenze inflitte ad alcune di loro, nella speranza che certe tragedie non si ripetano, in particolare attraverso la sua canzone "Mots de femmes - Parole di Donne". Nell'ottobre 1990 al gala dell'Association de l'Industrie du Disc et du Spectacle du Québec ( ADISQ ),  vince due premi Félix, uno dedicato alla Scoperta dell'anno e uno riservato al Video musicale dell'anno per la canzone. "Tomber", di Lyne Charlebois . Pochi mesi dopo, nel febbraio 1991, il suo album venne certificato disco di platino. Nella primavera del 1991 prese parte allo spettacolo "Le Québec a des elles - Il Québec a loro" di Montréal davanti a 60 000 persone.
Durante l'estate del 1992, ha partecipato al Festival International Jazz Heritage di Louisiane e al Festival estivo internazionale del Québec, dove ricevette il premio per la migliore interpretazione. Nel 1993, viene rilasciato il suo secondo album "Corridors - Corridori", confermando i ruoli che occupava sulla scena del Quebec come autrice, compositrice e interprete. Alcuni critici la classificano addirittura tra le voci femminili più forti del Quebec.
Nella primavera del 1998, Laurence Jalbert pubblica un terzo album, " Avant le Squall - Prima della Burrasca". L'inverno successivo prepara un nuovo spettacolo con un amico di vecchia data, ma con il quale non aveva mai sviluppato un progetto. Fin dalle prime esibizioni, critica e pubblico vennero conquistati dall'unione di queste due energie uniche. Dopo due anni di tour nell'ottobre 2020, viene rilasciato un album dal vivo, "Communio - Comunione", registrato allo Spectrum de Montréal.
Nel marzo successivo  si reca in Francia per uno spettacolo dal titolo " Petite Vallée traverse la mer avec Laurence Jalbert à la barre - Petite Vallée attraversa il mare con Laurence Jalbert al timone ". Poco dopo il suo ritorno dalla Francia, registra il suo quinto album, "Et J’espère - Ed io Spero".
Nel febbraio 2015 , ha pubblicato un'autobiografia intitolata " À la vie, à la mer - Alla vita, al mare”, scritta in collaborazione con il giornalista Claude André. Questo libro ruota attorno a 12 canzoni e ne spiega il contesto di creazione.
Dal 2015, Laurence Jalbert si è impegnata in una serie di conferenze dal titolo, Encore et encore, de l’amour, de l’espoir... Ancora e ancora, amore, speranza, incentrate sulla resilienza.

## Discografia

### Album
- Nobody knows, 1987 (con il gruppo Volt)
- Laurence Jalbert, febbraio 1990
- Corridors, giugno 1993
- avant le squall, ottobre 1998
- Communio, ottobre 2000 (con Dan Bigras)
- Et j'espère, novembre 2001
- Noël des Anges, novembre 2005
- Tout porte à croire, ottobre 2007
- Une lettre, giugno 2011
- À la vie, À la mer, 2015
- Ma route, febbraio 2016
- 'au pays de nana mouskouri' ´ 2019

### Raccolte
- Laurence Jalbert - i suoi più grandi successi, febbraio 2004
- In viaggio ... ovviamente, novembre 2006